# Очищение Шира
«Очище́ние Ши́ра» (англ. The Scouring of the Shire) — предпоследняя глава романа Джона Р. Р. Толкина «Властелин колец». После долгих странствий хоббиты Фродо Бэггинс, Сэм, Мерри и Пиппин возвращаются домой в Шир и узнают, что он находится под жестоким контролем бандитов, руководимых неким «Шарки» (впоследствии выясняется, что это падший маг Саруман). Бандиты установили в Шире множество законов и запретов, вырубили деревья, уничтожили традиционные жилища хоббитов, заменили старую мельницу новой, с механическим оборудованием, которая загрязняет воздух и воду. Хоббиты поднимают население Шира на восстание, побеждая бандитов в битве у Байуотера, положив конец владычеству Сарумана.
Критики считают «Очищение Шира» одной из самых важных глав «Властелина колец». Хотя Толкин отрицал, что глава является аллегорией на Великобританию послевоенного периода, исследователи находят в ней политические отсылки, включая сатиру на индустриализм, социализм, нацизм, намёки на дефицит в послевоенной Британии, а также экологическую повестку.
Идея о написании этой главы возникла у Толкина ещё на ранних этапах создания «Властелина колец», хотя детали он придумал значительно позже. Глава уравновешивает основной сюжет физического путешествия в Мордор «моральным» путешествием по возвращении домой, в ходе которого происходит очищение Шира и принятие героями персональной ответственности. Автор рассматривал разные варианты главного отрицательного персонажа главы, остановившись в итоге на падшем маге Сарумане.
В главе происходит антикульминация, из-за чего режиссёр Питер Джексон не включил её в свою кинотрилогию, хотя Фродо видит горящий Шир в видении в зеркале Галадриэль, а смерть Сарумана от рук Гримы Змееуста происходит в Изенгарде.

## Сюжет

### Контекст
По сюжету романа «Властелин колец» Тёмный властелин Саурон давным-давно создал магический артефакт, Единое кольцо, даровавшее власть и могущество, но утратил его. Кольцо попадает в руки хоббита Бильбо, а затем и Фродо Бэггинса, который живёт в стране под названием Шир. Саурон ведёт поиски кольца, и в случае его успеха всё Средиземье оказалось бы под его властью. Маг Гэндальф рассказывает Фродо историю колец власти и убеждает его покинуть родной Шир, чтобы уничтожить кольцо. Фродо отправляется в поход вместе с тремя друзьями, Сэмом, Мерри и Пиппином. Их преследуют слуги Саурона — Чёрные всадники. Хоббиты добираются до эльфийской крепости Ривенделл, где Фродо узнаёт, что кольцо можно уничтожить только в стране Мордор, в огне вулкана Ородруин — месте, где Саурон его выковал. Он вызывается выполнить миссию, в помощь ему собирается Братство Кольца из трёх других хоббитов, двух людей, эльфа, гнома и мага Гэндальфа. На пути они проходят через множество испытаний, их Братство распадается. Хоббиты Мерри и Пиппин участвуют в битвах против падшего мага Сарумана, а затем и против Саурона: Мерри становится рыцарем Рохана, а Пиппин — стражем Гондора. Хоббиты Фродо и Сэм вдвоём идут в Мордор и добираются до Роковой горы. Кольцо падает в Роковую расщелину, Тёмному властелину Саурону приходит конец. Четверо хоббитов, изменившихся из-за перенесённых ими испытаний, отправляются домой в Шир, надеясь вернуться к привычной и спокойной сельской жизни.

### Очищение

Схематическая карта Шира. Хоббиты возвращаются домой через Брендивайнский мост (Brandywine Bridge), затем идут на запад через Фрогмортон (Frogmorton) в Байуотер (Bywater) и Хоббитон (Hobbiton)

Хоббиты Фродо, Сэм, Мерри и Пиппин возвращаются домой в Шир, подойдя к его восточной границе, мосту через реку Брендивайн, поздно ночью. Они с удивлением обнаруживают, что вход на мост перекрыт, охраняют его некие «шерифы», выполняющие полицейские функции. Попав в Шир, хоббиты узнают, что отныне всё в нём регламентировано многочисленными правилами и запретами, вырублено множество деревьев, снесены старые здания, вместо которых возведены уродливые новые постройки. Сэм узнаёт одного из «шерифов» и говорит, что тому должно быть стыдно участвовать «в таком абсурде». В Шире закрыты все трактиры, поэтому хоббиты вынуждены ночевать в домах для шерифов — удручающих и убогих новостройках.
На следующее утро четверо хоббитов верхом на своих пони направляются в Хоббитон, но через двадцать две мили в деревне Фрогмортон они сталкиваются с шерифами, которые пытаются их арестовать за нарушение законов и сопроводить в Байуотер. Фродо, Сэм, Мерри и Пиппин, прошедшие через множество битв во время Войны Кольца и вооружённые мечами, не могут без смеха воспринимать «приказы» шерифов, вооружённых одними дубинками. Они соглашаются пойти в Байуотер, так как он находится по пути в Хоббитон, а шерифы какое-то время идут с ними, но вскоре отстают, не поспевая за скоростью пони.
Добравшись до деревни Байуотер, четыре хоббита видят, что вместо старой мельницы Сэндимена построена новая большая и шумная мельница, полная механизмов, которая загрязняет воду и воздух в округе. Эта мельница нравится только Теду Сэндимену, который работает по найму на людей, построивших её, хотя старая мельница принадлежала его отцу, который работал сам на себя. В Байуотере Мерри, Пиппин и Сэм разгоняют группу бандитов из числа людей. Хоббиты решают «поднять весь Шир» на восстание. Мерри использует магический рог, подаренный ему Эовин, чтобы оповестить хоббитов о всеобщем сборе. Сэм навещает своего соседа Тома Коттона, который помогает в организации сопротивления. Коттон сообщает, что из Шира вывозят повозки с продовольствием и табаком, из-за чего начался дефицит товаров, а на других повозках в страну приезжают люди, в основном бандиты, которые вырубают деревья и строят просмоленные сараи и уродливые дома. Управляет всем Лото Саквиль-Бэггинс, он же «Шеф», который проживает в Бэг Энде после того, как Фродо отправился в поход в Мордор. Пиппин отправляется за помощью в свою родную деревню Тукборо. Банда из двенадцати бандитов из Хоббитона пытаются арестовать фермера Коттона, но лидера банды хоббиты убивают стрелами, а остальные сдаются в плен.
На следующее утро хоббиты в Байуотере узнают, что отец Пиппина, тан Паладин II, мобилизовал весь Тукленд и преследует бандитов, бегущих на юг. Также он выделяет отряд хоббитов во главе с Пиппином на помощь Байуотеру. Тем временем к деревне Байуотер направляется большая группа примерно из сотни вооружённых бандитов. Хоббиты во главе с Мерри и Пиппином устраивают засаду, в которую попадают прибывшие бандиты. Сдаваться они не хотят, после чего происходит битва при Байуотере, в которой погибает большая часть нападавших бандитов и 19 защитников из числа хоббитов. Фродо не участвует в битве, не желая проливать кровь. Он останавливает своих соплеменников от убийства сложивших оружие врагов.
После битвы хоббиты отправляются в Хоббитон, чтобы наконец побеседовать с «Шефом». По пути они видят вырубленные деревья, уродливые хижины и карьеры. В Бэг Энде они никого не находят. Внезапно появляется Саруман, известный в Шире по прозвищу «Шарки», утративший свои магические способности за исключением своего обманчивого голоса. Он признаётся, что намеренно осквернил Шир в качестве мести за изгнание из Изенгарда. Фродо просит его просто уйти из Шира, после чего Саруман пытается его убить, ударив ножом, но хоббита спасает его кольчуга. Фродо просит других не убивать Сарумана и предлагает его спутнику Гриме Змееусту остаться в Шире. Саруман объявляет всем, что Лото Саквиль-Бэггинс был убит Змееустом, после чего последний нападает на Сарумана и перерезает ему горло. Лучники хоббитов убивают Змееуста. От трупа Сарумана поднимается серая дымка, которую развеивает холодный ветер с запада.

### Последствия
Восстановление Шира потребовало много усилий, хотя и «заняло меньше времени, чем опасался Сэм». Оно описано в начале последней главы романа, «Серые гавани». Хоббиты сносят уродливые новостройки, возведённые во времена правления «Шефа» и «Шарки», восстанавливая традиционные хоббитские норы. Сэм высаживает деревья по всему Ширу, используя пыль из коробочки, подаренной леди Галадриэль, а единственный орех из коробочки он сажает в Хоббитоне, из которого вырастает маллорн, подобный деревьям в Лотлориэне. Согласно записям, следующий «1420 год был чудесным годом», в Шире родилось много детей, а юные хоббиты «практически купались в клубнике и сливках».

## Концепция и создание

### Формальная структура

Формальная структура романа: сюжетные арки основного квеста с путешествием «вовне» и возвращения домой в «Очищении Шира»

Исследователи творчества Толкина отмечают, что именно эта глава придаёт всему роману завершённую формальную структуру. Бернард Хирш отмечает, что «Очищение Шира» логично завершает «путешествие вовне» возвращением домой, которое описывается в трёх главах (с шестой по восьмую) и достигает кульминации собственно возвращением в Шир. Николас Бернс утверждает, что с моральной точки зрения данная глава не менее важна, чем главный сюжет с уничтожением Кольца, однако в ней рассматривается не героическая мораль, а мораль «повседневной жизни». Пол Кочер замечает, что Фродо, выбросив оружие ещё на склонах Роковой горы, отказывается обнажать меч в Шире и выбирает сражение только «в моральном аспекте».
Бернс отмечает, что глава играет важную роль в формальной композиции всего романа. По мнению Бернса, главным сюрпризом главы стало появление Сарумана, причём именно его присутствие и заставило хоббитов «очищать» Шир. Толкин планировал главу заранее, о чём он сам написал в «Предисловии» ко второму изданию романа. Также в первом томе «Братство Кольца» Сэм Гэмджи видит в зеркале Галадриэль вырубку деревьев Тедом Сэндименом и новую кирпичную мельницу с трубой, предвосхищая осквернение Шира.

### Прообразы

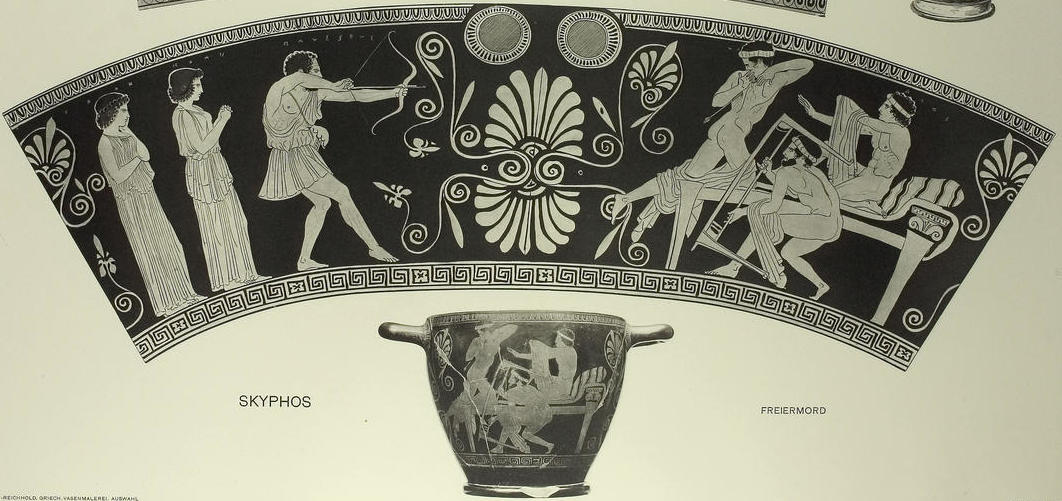
Одиссей возвращается домой после войны и «очищает» свой дом от женихов Пенелопы. Греческий скифос, 440 год до н. э.

Критики отмечают, что сюжет возвращения героя домой после долгих странствий встречается в античной литературе, включая возвращение Агамемнона или Одиссея. Так, в поэме Гомера «Одиссея» главный герой, вернувшись на Итаку после многолетних странствий, не узнаёт свой дом, а потом «очищает» его от женихов своей жены Пенелопы, считавших его мёртвым. Толкин заранее знал, что по возвращении домой его герои вернутся не в тот Шир, откуда они ушли (как минимум, с момента создания главы «Зеркало Галадриэль» в первом томе), однако детали этого возвращения и, в особенности, роль Сарумана-Шарки он проработал только непосредственно во время написания «Очищения Шира». Дэвид Гринман противопоставляет деятельное «очищение» Шира побегу Туора «в стиле Энея» из разрушенного города, о котором Толкин написал в «Падении Гондолина».
В книге «Саурон побеждённый» Кристофер Толкин анализирует черновики последней книги «Властелина колец». В раннем черновике главы у Фродо была гораздо более активная роль в противостоянии с бандитами Шарки. Тогда же Толкин раздумывал, кем был этот Шарки — хоббитом Лото Саквиль-Бэггинсом, лидером банды людей, Саруманом. После некоторых колебаний автор решил остановиться на Сарумане. По мнению Бернса, в главе показано, как «местечковый», провинциальный Шир не только «очищается» от влияния «заграницы», но и укрепляется, сохранив свою самобытность, а Мерри и Пиппин отныне являются «гражданами мира».
В «Предисловии» ко второму изданию романа Джон Р. Р. Толкин отрицает, что глава является аллегорией и как-то связана с событиями, предшествующими или последовавшими за Второй мировой войной:
Автор, конечно же, не может оставаться совершенно незатронутым собственным опытом, но то, как именно зародыш истории использует почву опыта, остаётся очень сложным вопросом, а попытки объяснить этот процесс, в лучшем случае, остаются догадками, основанными на недостаточных и двусмысленных данных… кое-кто утверждал, что «Очищение Шира» отражает ситуацию в Англии в то время [в 1940-е и 1950-е годы], когда я завершал мою историю. Это не так. Это неотъемлемая часть сюжета, предусмотренная с самого начала, хотя и модифицированная при помощи персонажа Сарумана, развитого в моей истории, безо всякого, признаюсь, аллегорического значения или современных политических отсылок.
Исследователь Толкина Том Шиппи отмечает, что именно при описании Шира Средиземье ближе всего соотносится с реальным миром XX века, и что критики, которые сравнивали «Очищение Шира» с современной Толкину Англией, не были полностью неправы. Шиппи рассматривает главу не как аллегорию на Великобританию послевоенного периода, а как описание общества, «страдающего не только от плохого политического управления, но и от странного и генерализованного кризиса доверия». Шиппи сравнивает эту главу с романом Джорджа Оруэлла «Глотнуть воздуха», в котором Англия получает «похожий диагноз» инерционного отсутствия лидерства.

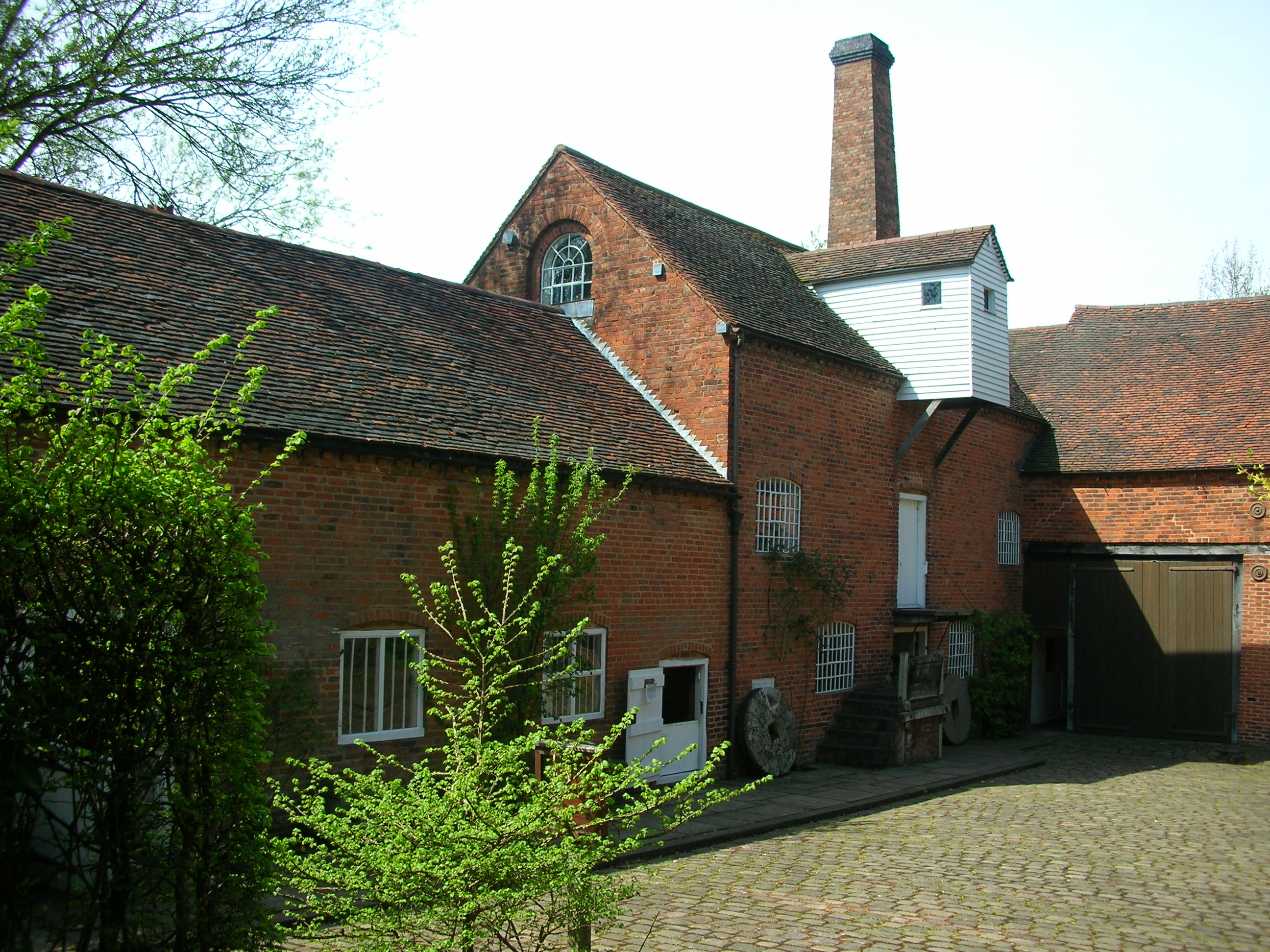
Толкин признал, что в главе отразились его детские воспоминания о жизни в Сэрхоуле, в котором также была мельница

Толкин отрицал, что «Очищение Шира» отражает послевоенную Англию, однако в главе отразились детские воспоминания автора о жизни в Сэрхоуле, на тот момент бывшего деревней в Уорикшире, а позднее затронутого индустриализацией соседнего Бирмингема. Толкин так писал об этом:
Это действительно имеет некую основу в опыте, хотя и слабую (экономическая ситуация была совершенно иной), и гораздо более давнюю [чем Вторая мировая война]. Страна, в которой я жил в детстве, была подло уничтожена ещё до того, как мне исполнилось десять, в те дни, когда автомобили ещё были редкостью (я тогда не встречал ни одного), а люди ещё строили пригородные железные дороги. Недавно я увидел в газете фотографию обветшалой, а когда-то процветающей кукурузной мельницы у пруда, которые давным-давно были мне так важны. Мне никогда не нравился молодой мельник, но у его отца, старого мельника, была чёрная борода, а его фамилия была не Сэндимен.
Планк считает, что вместо грубой аллегории с прямыми соответствиями между событиями и персонажами, описанными в главе, и реальным XX веком, в «Очищении Шира» представлена «реалистическая парабола реальности». Бернс и Джексон отмечают, что в главе также прослеживается эхо войны, когда солдаты, включая Толкина, возвращавшиеся домой из траншей Первой мировой, сталкивались с несправедливой недооценкой их подвига. Так, отец Сэма, Папаша Гэмджи, негодует, что в Шире перекопали его картошку, пока его сын «бродяжничал в дальних краях», а самого Сэма обижает, что ширские хоббиты не особенно понимают и ценят подвиг Фродо.

## Значение

### Сатира на политику XX века

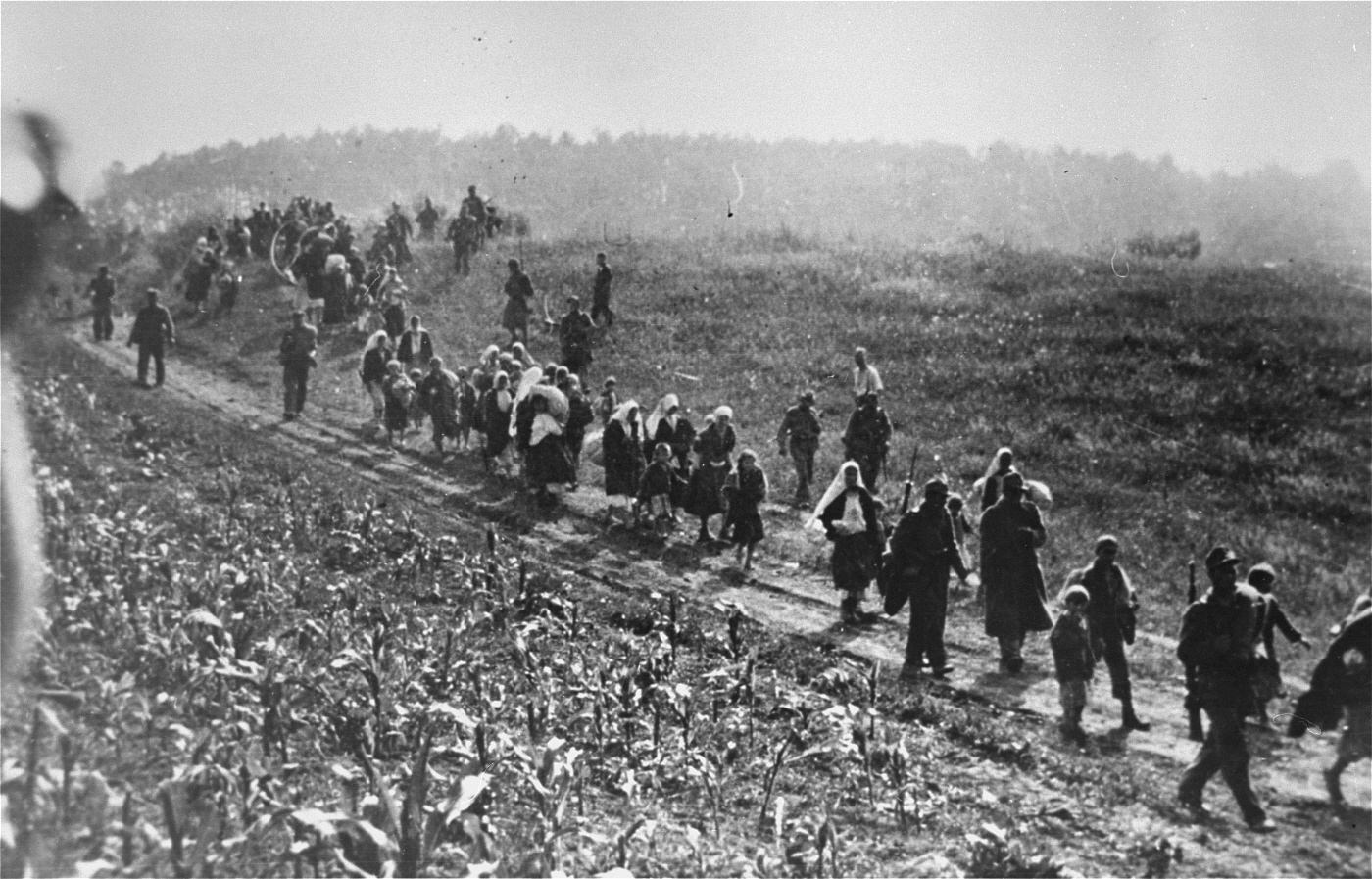
«Бандитов» Сарумана, терроризирующих Шир, сравнивали с нацистами, которые расправлялись с неугодными

Многие комментаторы отмечают наличие в главе политического подтекста. Критик Джером Доннелли считает, что глава является сатирой более серьёзного рода, чем фарс «комедии нравов» в начале повести «Хоббит, или Туда и обратно». По мнению Планка, глава является карикатурой на фашизм. Соглашаясь с Толкином по поводу отсутствия прямых аллегорий, Доннелли полагает, что действия «бандитов» Сарумана являются отражением тиранических практик нацистов, включая в себя «использование коллаборантов, угроз, пыток и убийств несогласных, а также интернирования».
Джей Ричардс и Джонатан Уитт отмечают, что «и консерваторы, и прогрессисты» рассматривали главу как «острую критику современного социализма», цитируя комментарий Хэла Коулбатча о том, что основанный на жёстком управлении и распределении режим Сарумана во многом схож с «серостью, унылостью и бюрократическим регулированием послевоенной Британии под руководством лейбористского правительства Эттли». Они также видят «параллели» между Широм под управлением Сарумана и немецким нацизмом Гитлера и итальянским фашизмом Муссолини. Планк полагает, что хоббиты не сопротивляются фашизму из-за трусости и плохой сплочённости. Также он считает «наиболее интересным и меланхоличным» заявление одного из хоббитов-шерифов: «Мне жаль, мистер Мерри, но у нас есть приказ». Планк отмечает, что похожим образом свои действия оправдывали обвиняемые на Нюрнберском трибунале. Он также проводит параллели между Саруманом и Муссолини и полагает, что они оба встретили «печальный конец». Ричард и Уитт полагают, что во главе есть и другие темы, включая уродство «мстительного сердца» Сарумана, отвратительность современной пригородной (или городской) застройки, искренняя и патриотичная защита хоббитами своей родины, а также неприятие позиции слепого подчинения приказам. Они отмечают, что в своих письмах Толкин не скрывал своей неприязни к социализму, а в «Очищении Шира» автор, по их мнению, ловко высмеивает «позицию морального превосходства социализма».

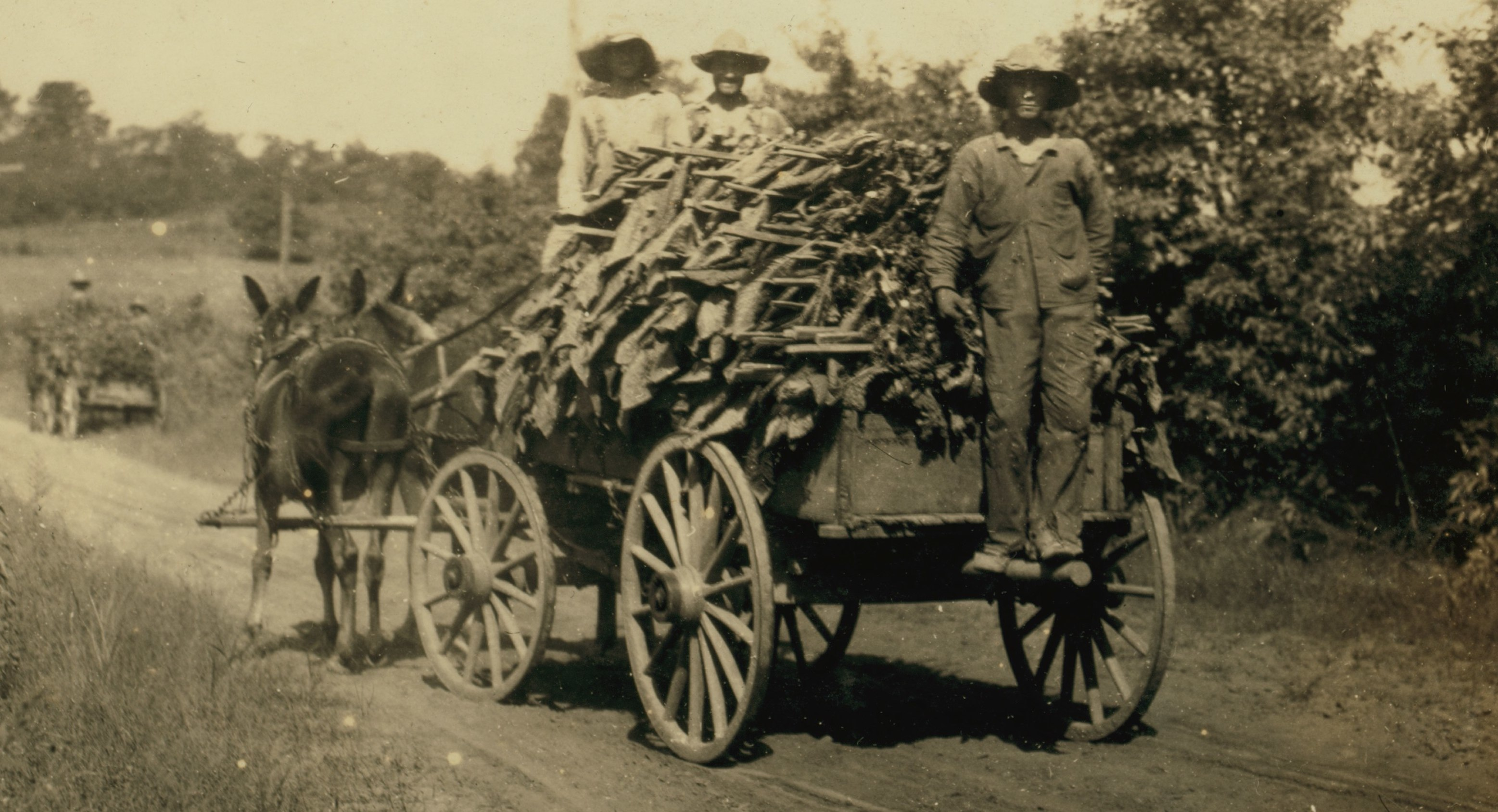
Из Шира вывозили табак целыми повозками (на фото — перевозка табака в США в 1916 году)

Филолог Том Шиппи отмечает, что несмотря на протесты Толкина, читатели романа в 1950-е годы заметили бы некоторые странности в описании Шира, в частности, дефицит «трубочного зелья» (табака), которое «целыми повозками» вывозилось из страны, вероятно, по приказу Сарумана (однако не уточнялось, куда именно). Шиппи интересуется, зачем Саруману потребовалось так много табака: вряд ли он продавал его или раздавал оркам в Изенгарде. По мнению филолога, эта история отражает ситуацию с дефицитом в Великобритании после Второй мировой войны, которую обычно поясняли словами «всё ушло на экспорт».
Не все критики считают, что «Очищении Шира» присутствует политический подтекст. Так, медиевист Джейн Чанс усматривает в главе, прежде всего, обновление Шира, его социальное очищение от «рептилианских монстров» Шарки (Сарумана) и Гримы Змееуста.

### Реалистическая глава
Критики полагают, что данная глава по стилю похожа на реалистический роман, а не на эпическое фэнтези. Планк отмечает, что «Очищение Шира» «фундаментально» отличается от остальной книги, а Бернс добавляет, что она является «самым новеллистическим эпизодом в огромной истории Толкина». Джанет Бреннан Крофт назвала главу «обманчиво антикульминационной, но крайне важной». Бернс полагает, что глава соответствует трём характеристикам современного «романа, который читает средний класс» по определению Иэна Уотта: во-первых, в ней показано взаимодействие разных социальных классов, во-вторых, действие происходит в «домашнем» для героев контексте (в данном случае в Шире), в-третьих, в ней отдаётся предпочтение «точке зрения и идеалам» зарождающегося среднего класса. В предпоследней главе «тёмная романтика» Толкина ближе всего подходит к реалистическому роману. Планк замечает, что в этой главе, в отличие от остальных глав «Властелина колец», нет никаких чудес, а законы природы действуют «в полную силу». Даже Саруман, который раньше творил некие магические действия, в «Очищении Шира» всего лишь политик: вся глава представляет собой «реализм», а не «фэнтези», кроме небольшого эпизода смерти Сарумана.
Майкл Тресчоу и Марк Дакворт отмечают, что при возвращении в Шир мы видим духовный рост героев, которые теперь способны самостоятельно справляться с проблемами. Как и в концовке повести «Хоббит», где Гэндальф говорит Бильбо, что тот уже «не тот хоббит, что был раньше», так как он вынес уроки из своих странствий, во «Властелине колец» Гэндальф сообщает Фродо и другим хоббитам, что он не пойдёт с ними в Шир, так как им «не потребуется помощь»: «Вы теперь взрослые. Вы действительно очень выросли, не уступая великим, и я больше не боюсь ни за кого из вас».

### Исполнение желаний

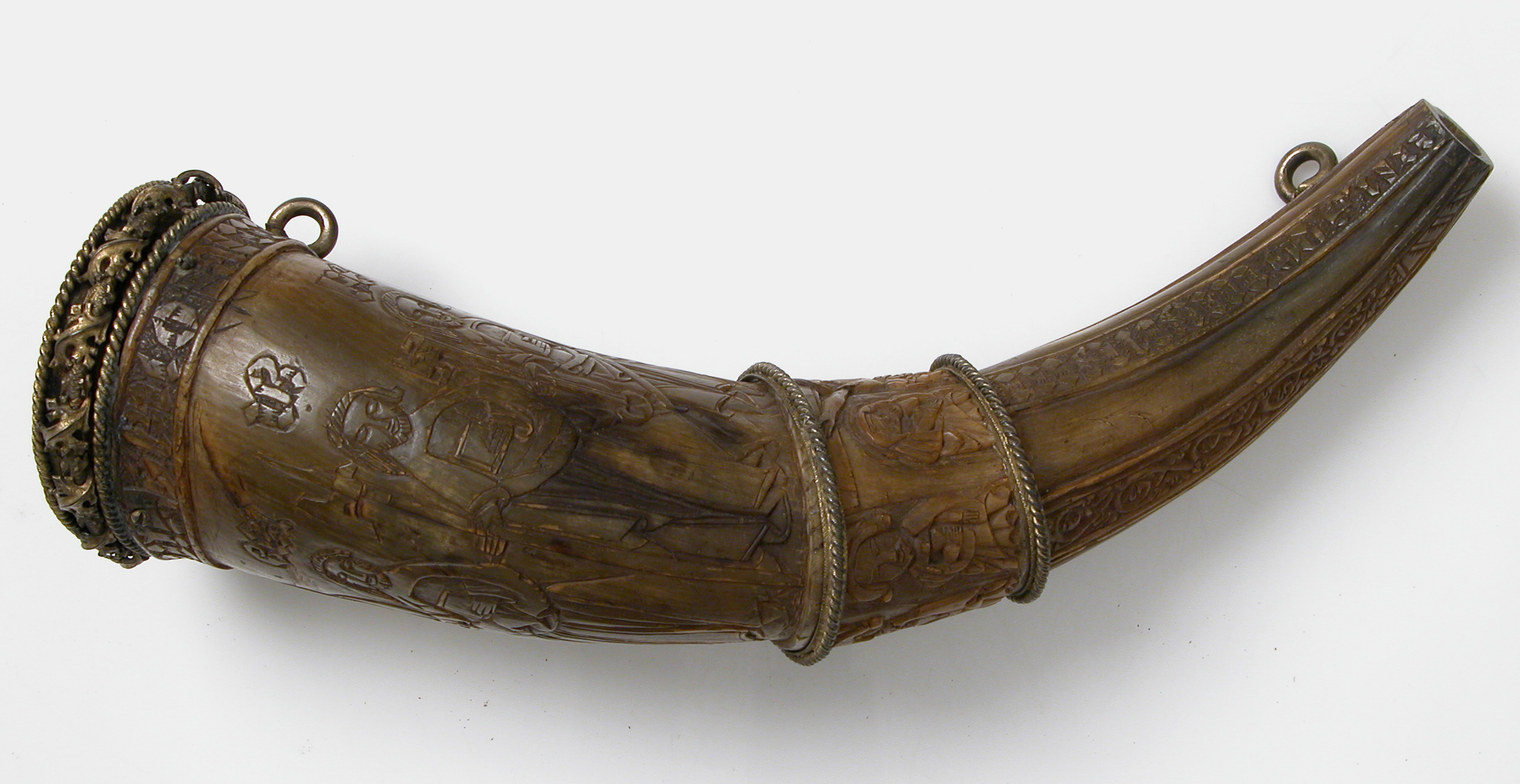
Согласно Тому Шиппи, Толкин хотел бы иметь магический рог Мерри, чтобы принести «радость и очищение для Англии». На иллюстрации — французский охотничий рог XV века

Исследователи полагают, что в «Очищении Шира» автор выразил свои чувства по поводу Англии. Том Шиппи пишет, что в романе присутствует элемент «исполнения авторских желаний»: Толкину очень хотелось бы самому услышать рога Рохана и увидеть свою страну освобожденной от «Чёрной немощи». В главе хоббит Мерри трубит в рог, подаренный ему Эовин, а ранее добытый первым королём Рохана Эорлом Юным в пещере дракона Скаты. Это волшебный рог, хотя «магия, которая в нём сокрыта, довольно скромная»: если протрубить в него, то сердца друзей наполнятся радостью, а сердца врагов — страхом. Мерри трубит в рог, чтобы поднять «революцию против лени, убогости и Сарумана — Шарки», после чего Шир «очищается» хоббитами. Шиппи полагает, что и сам Толкин был бы рад протрубить в такой рог. И хотя «очищения Англии» не случилось,Толкин, по крайней мере, наполнил радостью сердца своих читателей.
В одном из писем к сыну Кристоферу Джон Р. Р. Толкин отметил, что «на самом-то деле страшны и невыносимы» вовсе не люди (даже плохие), а «создания рук человеческих» и что «если бы Рагнарёк выжег все трущобы, и газовые заводы, и обветшалые гаражи, и освещенные дуговыми лампами бесконечные пригороды, так мог бы заодно и все произведения искусства спалить — а я бы вернулся к деревьям». Кейтлин Вон Карлос вспомнила восклицание Сэма Гэмджи «Это хуже, чем Мордор! … [Мордор] приходит к тебе домой… а ты помнишь его [другим], до того как он был разрушен» и заметила, что в этой фразе заключена ностальгия по старому дому, которого уже нет.

### Защита окружающей среды
Начиная с 1970-х годов критики выделяют ещё одну тему в «Очищении Шира»: защиту окружающей среды. Пол Кочер одним из первых отметил, что «Толкин был экологом». По мнению Бернса, в эпизоде с очищением Шира проявляется одновременно и традиционализм автора, и его позиция по поводу защиты окружающей среды. Планк замечает, что тема загрязнения окружающей среды была «довольно необычной для того времени» и что Толкин рассматривал «преступления против природы» едва ли не как большее зло, чем действия деспотичной власти (и это при том, что, как отмечает Планк, либеральные правительства склонны к таким преступлениям не меньше, если не больше, чем деспотии). Мэттью Дикерсон и Джонатан Эванс полагают, что в главе Толкин призывает к активным действиям по защите окружающей среды в «своём собственном заднем дворе».

### Пацифистская дилемма
Исследователи Нэн Скотт и Джанет Бреннан Крофт отметили наличие в главе пацифистской дилеммы. Хоббиты возвращаются домой после войны и хотят мира и спокойствия, но им приходится вновь взяться за оружие. Скотт замечает, что хоббиты покидали Шир без оружия, а когда Том Бомбадил дал им мечи из Могильников, они почувствовали себя «неловко», удивляясь самой мысли о необходимости сражаться. Арагорн признаётся в Ривенделле, что Шир оставался мирной страной только потому, что его границы охраняли Следопыты Севера. Скотт отмечает, что хотя описания некоторых битв у Толкина могут быть «захватывающими» (к примеру, Битва при Хельмовой Пади), другие демонстрируют ужасы войны (как во время осады Минас Тирита, когда орки швыряют катапультами отрубленные головы людей). Фродо всячески пытается избежать кровопролития и сочувствует Саруману, но его пацифизм не может избавить Шир от захватчиков. Мерри говорит Фродо, что если врагов много, сражаться всё равно придётся.

### Другие мнения
Брайан Аттебери комментирует частый упрёк Толкину в том, что глава является «антикульминационной», и писателю стоило бы остановиться после того, как наступила развязка и Кольцо было уничтожено. Аттебери не соглашается с этим, называя антикульминации хорошим писательским приёмом, позволяющим глубже погрузиться в историю.
Джон Д. Рейтлифф и Джаред Лобделл сравнили стремительное «скукоживание» плоти Сарумана сразу после его смерти с мгновенным старением Аэши в романе Генри Райдера Хаггарда 1887 года «Она». Сам Толкин признавал, что Хаггард оказал на него влияние, в особенности роман «Она».
В интервью 2015 года писатель Джордж Мартин назвал главу «великолепной» и признался, что именно в таком тоне («победа с привкусом горечи») он бы хотел завершить свой цикл «Песнь льда и огня».
Джонатан Д. Лэнгфорд полагает, что в «Очищении Шира» видно, как хоббиты становятся взрослыми, возмужав во время своих странствий. Завершив свой «героический квест», повзрослевшие герои возвращаются к обычной жизни, помогая Ширу обрасти мир и процветание.

## В адаптациях

Иллюстрация Алана Ли, на которой хоббиты возвращаются домой и видят срубленные деревья и высокую дымовую трубу

В радиоспектакле Би-би-си 1981 года присутствуют ключевые события главы «Очищение Шира», включая восстание хоббитов и убийство Сарумана.
События «Очищения Шира» пересказаны в финском мини-сериале «Хоббиты».
В кинотрилогии Питера Джексона весь сюжет с «Очищения Шира» отсутствует: хоббиты возвращаются в абсолютно не изменившийся дом. В расширенной режиссёрской версии фильма «Властелин колец: Возвращение короля» Грима Змееуст вонзает нож в спину Сарумана — но не в Шире, а на вершине Ортанка — после чего Леголас убивает Гриму из лука. Питер Джексон назвал главу «Очищение Шира» «антикульминационной», и принял решение не включать её в свою киноадаптацию (как и многие другие эпизоды, присутствующие в книге).
Алан Ли сделал 50 иллюстраций к роману «Властелин колец». Последней из них стало изображение четырёх хоббитов, которые верхом на пони едут по дороге, вдоль которой находятся пни срубленных деревьев и упавшие стволы, а вдалеке из трубы валит чёрный дым. Глен Гуднайт из «Мифопоэтического сообщества» так прокомментировал эту иллюстрацию в журнале Mythlore: «антикульминационная, безрадостная, лишающая нас даже намёка на сладкую с примесью горечи концовку истории».

## Комментарии
1. ↑  Варианты перевода: «Осквернённая Хоббитания» (перевод В. С. Муравьёва), «Снова дома» (перевод Н. В. Григорьевой и В. И. Грушецкого), «Очищение Шира» (перевод А. А. Грузберга), «Беспорядки в Хоббитшире» (перевод В. А. Маториной), «Беспорядки в Заселье» (перевод М. В. Каменкович, В. Каррика), «Домашние настроения» (перевод В. Волковского), «Очищение Края» (перевод Н. Эстель).
2. ↑  В книге «Неоконченные предания Нуменора и Средиземья» уточняется, что Саруман закупал табак у Брейсгедлов, владевших большими плантациями на юге Шира, а также у Саквиль-Бэггинсов через посредников-дунландцев, а непосредственно перед событиями, описанными во «Властелине колец», начал создавать в Изенгарде запасы табака на случай войны[T 6].
3. ↑  В романе — болезнь, которую вызывало дыхание Назгулов, из-за которой жертва погружалась в глубокий сон и не просыпалась.

### По первичным источникам
1. 1 2 3 4 5 6 7 8  Tolkien, 1955, Книга 6. Глава 8 «Очищение Шира».
2. 1 2 3 4  Tolkien, 1955, Книга 6. Глава 9 «Серые гавани».
3. ↑  Tolkien, 1966, pp. 11—12 «Предисловие».
4. ↑  Tolkien, 1966, p. 12
5. ↑  Tolkien, 1966, p. 12
6. ↑  Tolkien, 1980, «Охота за Кольцом».
7. ↑  Carpenter, 1981, Письмо № 83 к Кристоферу Толкину, 6 октября 1944 года.

### По вторичным источникам
1. 1 2  Croft, 2011.
2. 1 2 3 4 5 6 7 8 9 10 11 12  Birns, 2012.
3. 1 2  Hirsch, 2014.
4. ↑  Sturgis, 2007, pp. 386—388.
5. ↑  Waito, 2010.
6. ↑  Kocher, 1974, p. 108.
7. 1 2  Plank, 1975, p. 108.
8. 1 2  Greenman, 1992, pp. 4—9.
9. ↑  Fisher, 2006, p. 593.
10. 1 2  Shippey, 2001, pp. 219—220.
11. 1 2  Plank, 1975, pp. 107—115.
12. 1 2 3 4 5  Shippey, 2001, pp. 166—168.
13. ↑  Jackson, 2015, p. 303.
14. 1 2 3  Donnelly, 2018.
15. 1 2 3  Plank, 1975, p. 113.
16. 1 2 3  Richards&Witt, 2014, p. 138.
17. ↑  Colebatch, 1989.
18. ↑  Colebatch, 2007.
19. ↑  Plank, 1975, p. 112.
20. ↑  Chance, 1980, p. 125.
21. 1 2  Plank, 1975, p. 109.
22. ↑  Treschow&Duckworth, 2006, article 13.
23. 1 2 3  Shippey, 2005, pp. 198—199.
24. ↑  Carlos, 2020, p. 535.
25. 1 2  Dickerson&Evans, 2006, pp. xvii—xviii, 215—234.
26. ↑  Kocher, 1974, p. 28.
27. ↑  Plank, 1975, pp. 114—115.
28. 1 2 3  Scott, 1972.
29. ↑  Croft, 2004.
30. ↑  Attebery, Brian (2012). Introduction: In Praise of Anticlimaxes. Journal of the Fantastic in the Arts. 23 (1): 1–3.
31. ↑  Hammond&Scull, 2005, p. 664.
32. ↑  Rogers&Underwood, 2000, pp. 121—132.
33. ↑  Exclusive: George R.R. Martin Says 'Game of Thrones' Ending Will Be 'Bittersweet'. Observer (11 августа 2015). Дата обращения: 23 декабря 2019.
34. ↑  Tassi, Paul. George R.R. Martin Aiming For A 'Lord of the Rings' Ending To 'Game of Thrones' (англ.). Forbes (14 августа 2015).
35. ↑  Langford, 1991, pp. 4—9.
36. ↑  The Lord of the Rings 1981 & 1982 (англ.). Архивировано 11 августа 2004 года.
37. ↑  Kajava, Jukka. Tolkienin taruista on tehty tv-sarja: Hobitien ilme syntyi jo Ryhmäteatterin Suomenlinnan tulkinnassa (фин.). Helsingin Sanomat (29 марта 1993).
38. ↑  Beranek, Birgit-Ann. 'One Ring to Rule Them All': Tolkien on Screen. An Analysis of Peter Jackson's Adaptation of The Lord of the Rings. — Vienna: University of Vienna (PhD Thesis), 2013. — P. 29.
39. ↑  The Return of the King (англ.). The One Ring. — «Saruman dies after Wormtongue slashes his throat in the Shire at the end of the War of the Ring. Pro: If there is no time to fully depict the Scouring of the Shire as Tolkien wrote it in the third film, then this death provides his character with a fitting end.»
40. ↑  Spelling, Ian. (Февраль 2004). The Middle-Earth Years. No. 319. Starlog. pp. 46–53. ISSN 0191-4626.
41. ↑  Nelson, Valerie J. Glen Howard GoodKnight II dies at 69; Tolkien enthusiast founded the Mythopoeic Society (англ.). Los Angeles Times (14 ноября 2010).
42. ↑  GoodKnight, Glen H. (1992). Reviews: The Ring Goes Grey. Mythlore. 18 (3): 55, Article 14.